# Кола Ідромено

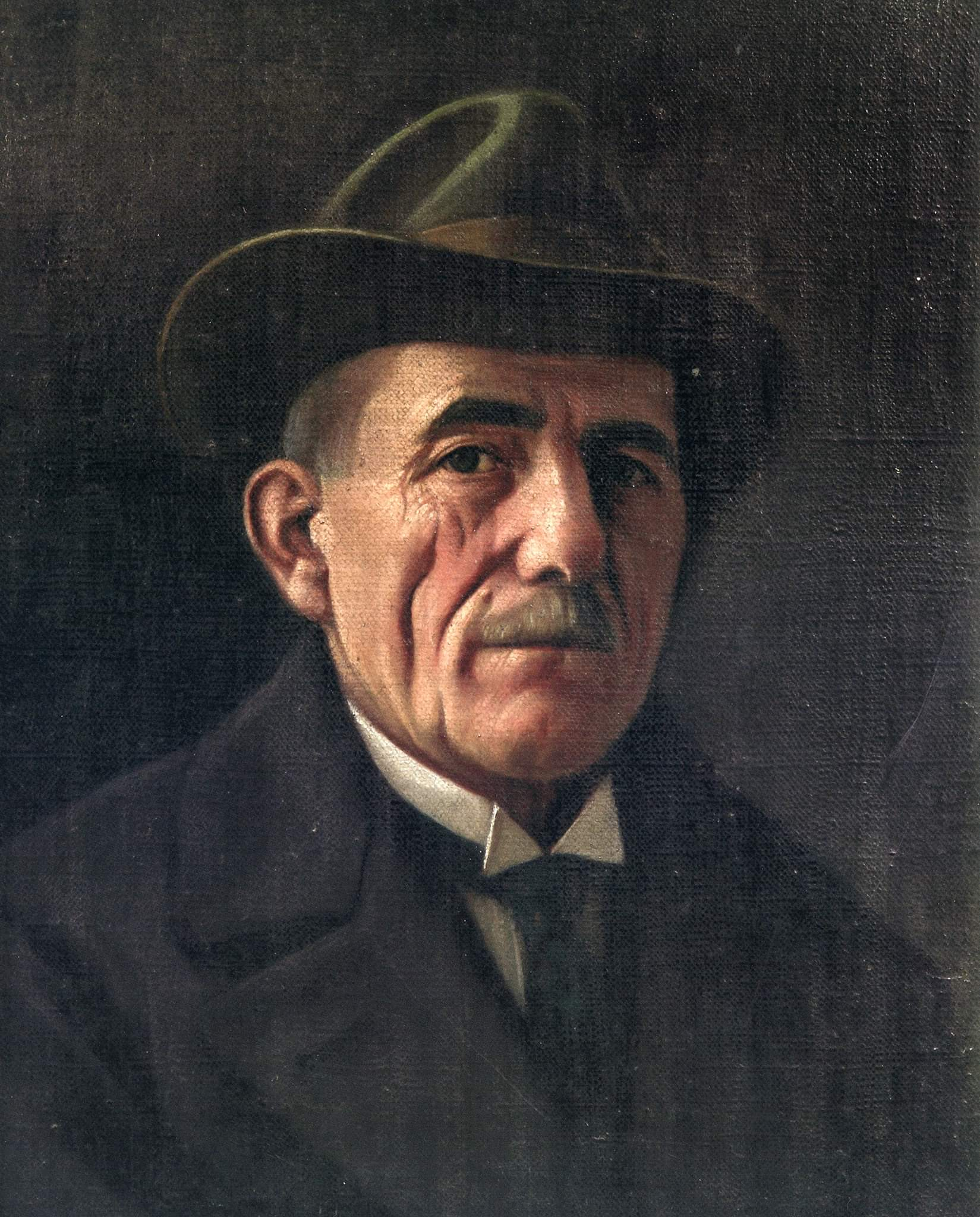
Кола Ідромено

Кола Ідромено (алб. Kolë Idromeno / Kol Idromeno; 15 серпня 1860, Шкодер — 12 грудня 1939, Шкодер) — албанський художник, живописець, архітектор, сценограф, скульптор, фотограф.

## Біографія
Кола Ідромено народився 15 серпня 1860 у Шкодері (в європейській частині Османської імперії; нині північно-західна Албанія) Друга половина XIX століття в Оттоманській імперії збіглася з епохою її занепаду (див. Танзимат); технічний прогрес у країнах Європи виявив безперспективність життєвого укладу, насаджуваної в європейських володіннях Османської імперії, і забезпечив широкий національно-визвольний рух на Балканах взагалі, і в Албанії, зокрема. Одночасно зростає інтерес до культурної ідентичності албанців, зміцнюються світські форми мистецтва. Його дід, Андреа Ідромено, був живописцем і доктором теології; а батько, — Арсен Ідромено, — дизайнером меблів і також живописцем.

### Живописець
З 1871 по 1875 юнак брав приватні уроки у студії Шкодерського художника і фотографа, італійського емігранта П'єтро Марубі (1834–1903). У 1875 році Кола виграв конкурс на навчання в Академії витончених мистецтв у Венеції. У Венеції Ідромено знайомиться з шедеврами архітектури, живопису і скульптури, в яких переплелися традиції візантійського і готичного Середньовіччя, Ренесансу і Бароко. У 1878 році він повертається до Шкодера і активно бере участь у культурно-патріотичному русі міста.

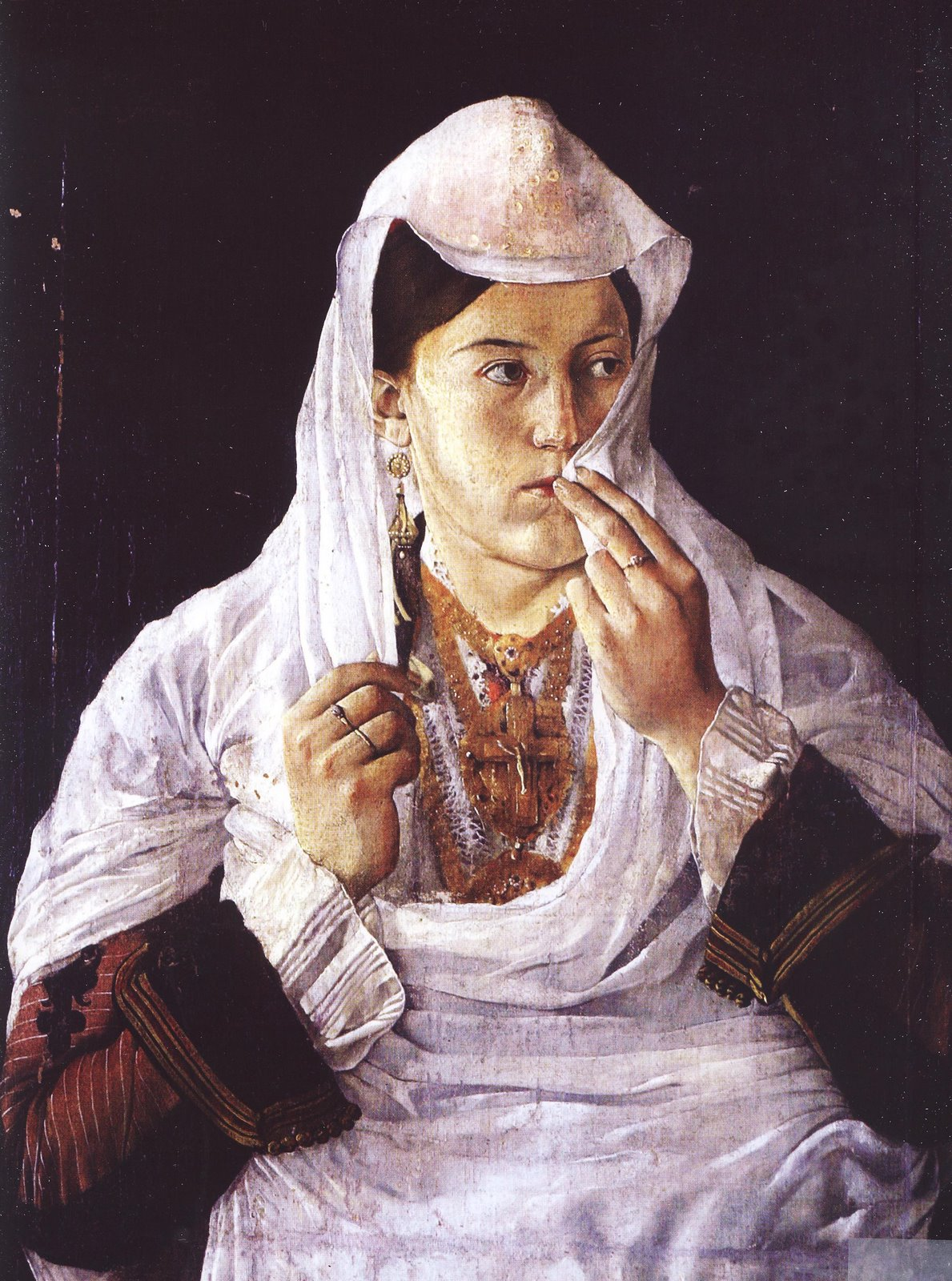
«Портрет сестри художника, Тони»
(картина також відома як «Албанська Мона Ліза»), 1883. Полотно, олія 75 × 60 см

У 1883 році Ідромено створює портрет своєї сестри Тони, що став одним з вищих досягнень живописця, і вважається першим психологічним портретом албанського мистецтва часу національного Відродження. Модель одягнена у традиційний для скутарської дівчини костюм, відтіняє її сором'язливість і духовну чистоту.
Кола Ідромено називають засновником албанського реалістичного живопису XIX-го — XX століть.

### Архітектор
Наскільки широко відомий Ідромено як живописець, настільки ж мало — як архітектор. Його проекти, пов'язані із замовленнями на будівлі, що надходили з перших років XX століття, частково збереглися в архіві. Фахівці вважають, що він розробив більше 100 проектів будівель у Шкодері в останні роки життя. У 2013 році виставка продемонструвала 50 фотокопій виконаних автором мальованих ескізів, і 25 авторських фотознімків з втіленими до 1939 року проектами.

## Пам'ять

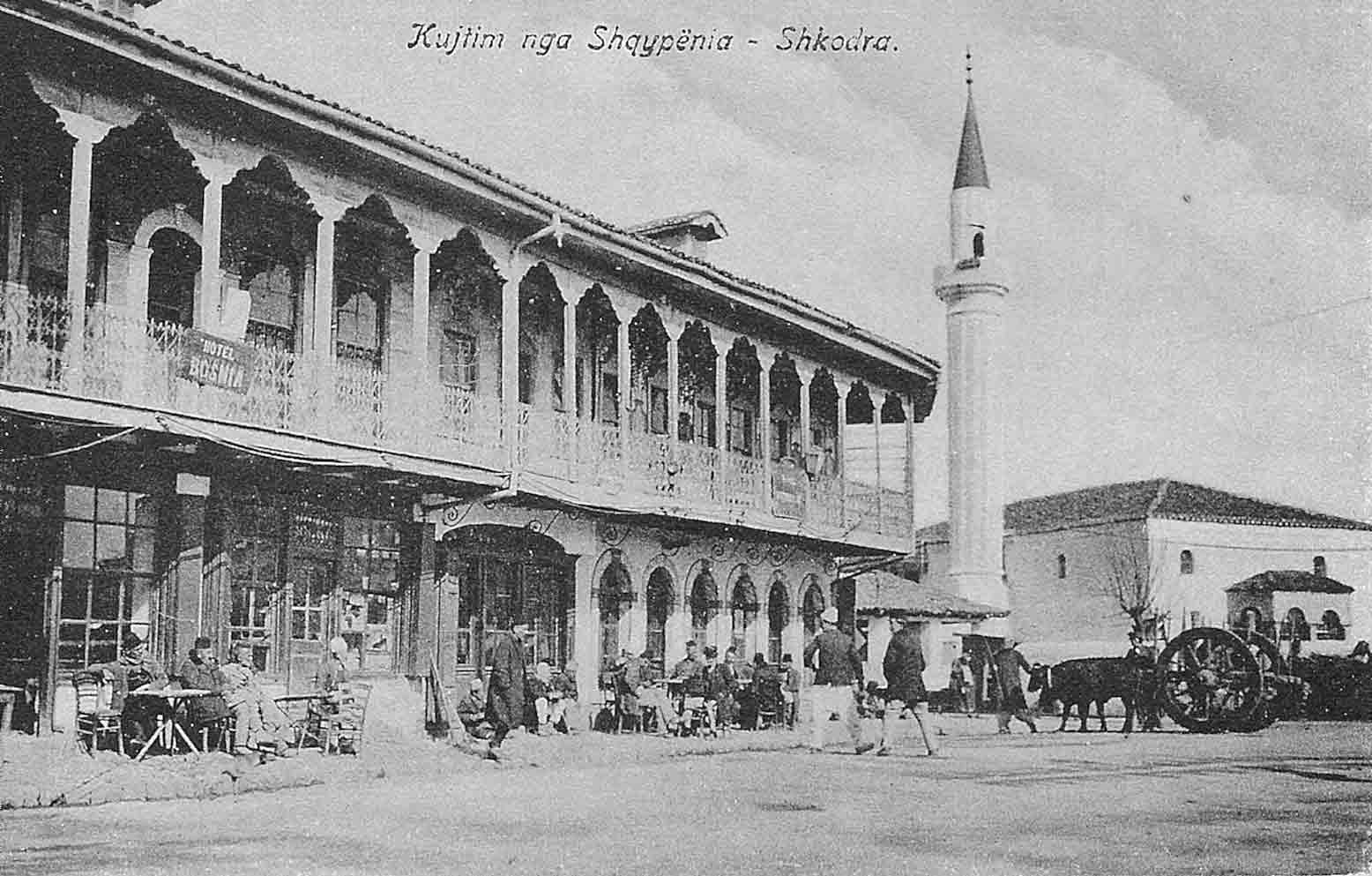
Вид Шкодера у 1910 році. Поштова листівка (фото Кола Ідромено)

У Шкодері є пішохідна вулиця Кола Ідромено, що зберегла автентичний вигляд початку XX століття.

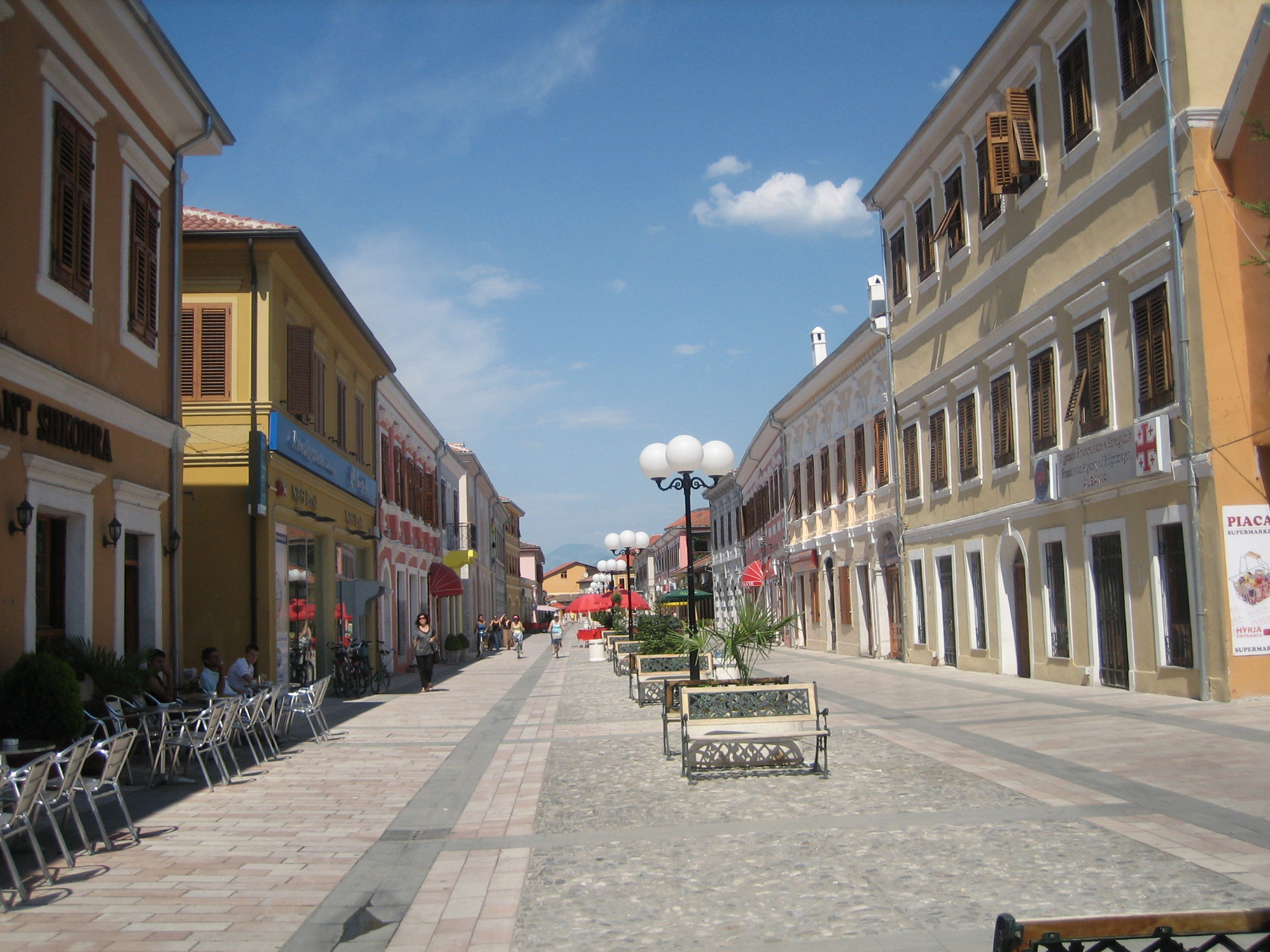
Пішохідна вулиця Кола Ідромено (Rruga Kolë Idromeno) у Шкодері